# Asphondylia melanopus
Asphondylia melanopus är en tvåvingeart som beskrevs av Jean-Jacques Kieffer 1890. Asphondylia melanopus ingår i släktet Asphondylia och familjen gallmyggor. Inga underarter finns listade i Catalogue of Life.